# Estadio Tecnológico de Oaxaca
El Estadio del Instituto Tecnológico de Oaxaca es un estadio de fútbol mexicano que se localiza en la ciudad de Oaxaca, y es la casa del equipo Alebrijes de Oaxaca. Fue inaugurado el 27 de marzo de 2016 en un partido ante los Pumas de la UNAM, que terminó empatado 1-1.

## Proyecto
El Estadio del Instituto Tecnológico de Oaxaca es un estadio de fútbol que se localiza en Oaxaca, y es la casa del equipo Alebrijes de Oaxaca.
tiene aforo para 17 200 espectadores y podría ser ampliado para 25,000, todo el estadio cuenta con butacas. Cuenta con 72 palcos y contará con áreas comerciales.
Fue construido para reemplazar al antiguo Estadio Benito Juárez, el cual cedió su espacio para la construcción de un centro de convenciones. Empresas ICA en conjunto con Casaflex se encargaron del proyecto que comenzó la obra en las instalaciones del "Deportivo Poniente" en 2013 y que fue inaugurada el 27 de marzo de 2016. Sin embargo, el estadio que estaba planeado para inaugurarse en 2015, mantuvo sus obras detenidas por más de un año a causa del conflicto magisterial que se vivió en el Instituto Tecnológico de Oaxaca (dueños del estadio), así como por cuestiones presupuestales por parte del gobierno del estado.

## Historia

### Inauguración
El estadio fue inaugurado el 27 de marzo de 2016 y el gobernador de Oaxaca, Gabino Cué, fue el encargado de dar la patada inaugural. Tras la inauguración oficial se celebró el partido amistoso entre los Alebrijes de Oaxaca y los Pumas de la UNAM. El partido finalizó con un empate a un gol. El anotador del primer gol del estadio fue el delantero uruguayo-mexicano Matías Britos, mientras que el gol del equipo local fue del mediocampista Alberto Ramírez (al minuto 93').
| 27 de marzo de 2016, 19:15 | Oaxaca        | 1:1 (0:1) | UNAM       | Estadio Tecnológico de Oaxaca, Oaxaca |                              |
|                            | Ramírez 90+3' | Reporte   | Britos 18' | Árbitro(s): Francisco Chacón          | Árbitro(s): Francisco Chacón |